# مركاز هاراف

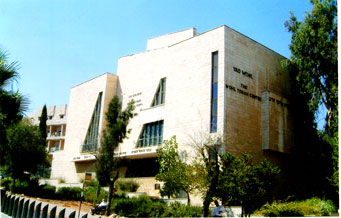
مبنى المدرسة الرئيسي

مركاز هاراف Mercaz HaRav (بالعبرية: מרכז הרב - הישיבה המרכזית העולמית‏)  (ومعناها: مركاز الحاخام)  هي مدرسة دينية قومية في القدس، تأسست عام 1924 على يد حاخام الأشكناز الأكبر أبراهام إسحاق كوك.   تقع في حي كريات موشيه بالمدينة، وقد أصبحت أبرز مدرسة دينية صهيونية دينية في العالم ومرادفة لتعاليم الحاخام كوك.  درس العديد من المعلمين والقادة الصهاينة المتدينين في مركاز مركاز هاراف. 

## الاسم

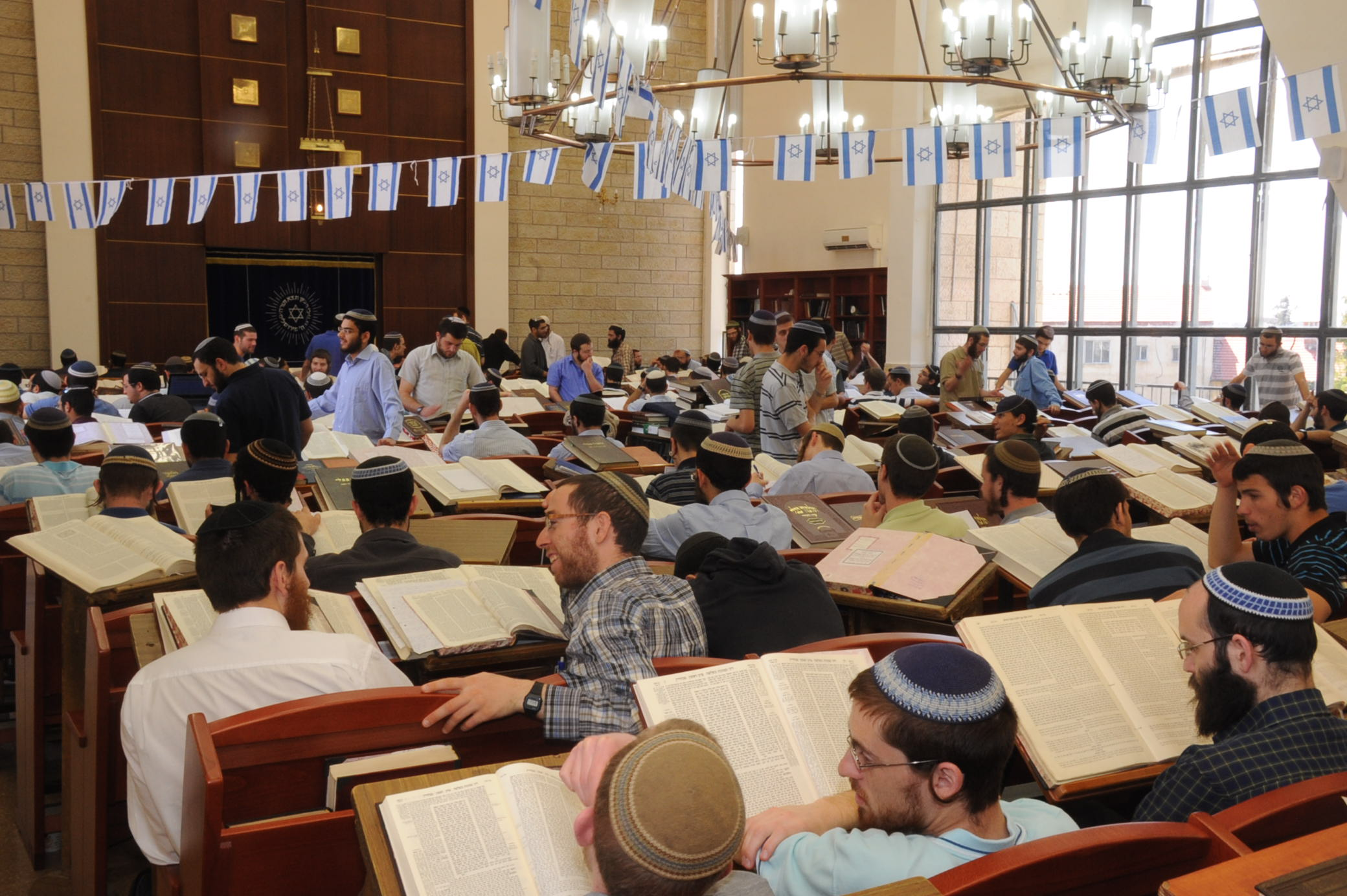
مركاز هاراف بيت مدراش

الاسم الرسمي للمدرسة الدينية هو المدرسة الدينية العالمية المركزية، مما يشير إلى دورها في رؤية الحاخام كوك كمؤسسة مركزية للتنشيط الروحي للشعب اليهودي. ومع ذلك، كان كوك يفتقر إلى الدعم المالي اللازم لإنشاء مؤسسة أكاديمية كاملة.
نشأت المدرسة الدينية من برنامج مسائي للعلماء الشباب الذين اجتمعوا للاستماع إلى محاضرة الحاخام الأكبر للقدس المعين مؤخرًا في هالاخاه وأغادا. بدأ الحاخام يتسحاق ليفي، أحد تلاميذ الحاخام كوك خلال السنوات التي قضاها في يافا، هذا البرنامج المسائي في عام 1920، وأطلق عليه اسم "مركاز الحاخام".  في رسالة عامة من عام 1923، أوضح الحاخام كوك، "في إجراء صغير جدًا مقارنة بالدور العظيم الذي تلعبه المدرسة الدينية العالمية، بدأت في قيادة المركاز الصغير والمحدود "مركاز هاراف" باعتباره حجر الزاوية لتأسيس يشيفا العالمية في المستقبل."  ظل اسم "مركاز هاراف" قائمًا، على الرغم من تحول المدرسة الدينية على مر السنين إلى واحدة من أكبر المدارس الدينية وأكثرها تأثيرًا في إسرائيل. 

## تاريخ

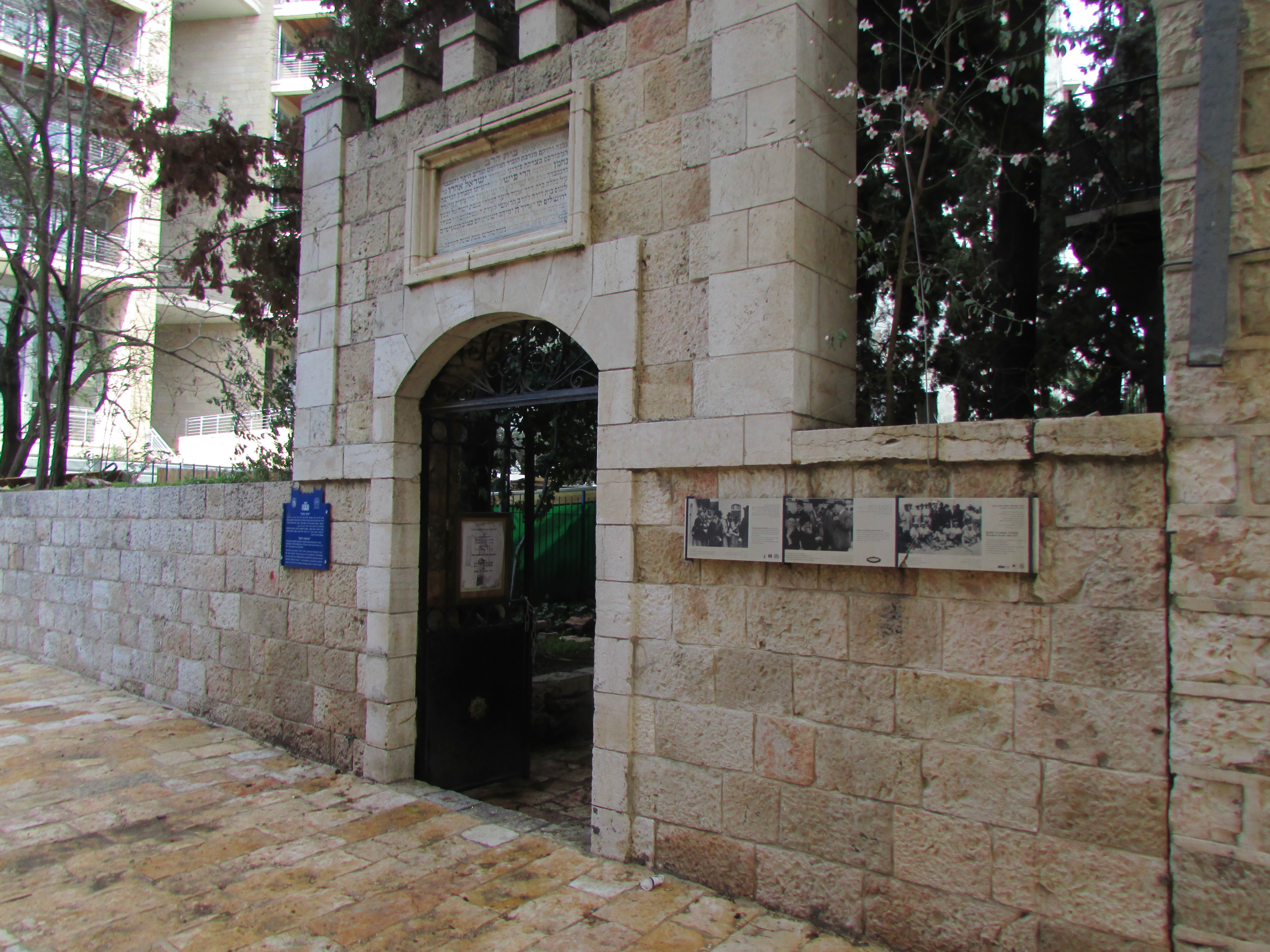
الموقع الأصلي للمدرسة الدينية مركاز هاراف في "بيت هاراف"، القدس

تأسس "مركاز هاراف" عام 1924 على يد الحاخام أبراهام إسحاق كوك، الحاخام الأكبر للأشكناز أثناء الانتداب البريطاني على فلسطين. كان يقع في بيت هاراف، الذي بناه فاعل الخير الأمريكي الشهير هاري فيشيل. كانت رؤية الحاخام كوك هي إنشاء منهج يشيفا جديد، ودمج الدراسات التلمودية التقليدية مع الفلسفة اليهودية، والكتاب المقدس، والتاريخ اليهودي، والجغرافيا، والأدب. ومع ذلك، لم يتم تدريس المواد الثلاثة الأخيرة هناك. 
في عام 1925، دعا الحاخام كوك العالم الأوروبي الكبير الحاخام أبراهام أهارون بورستين (1867–1925) ليكون بمثابة رئيس المدرسة الدينية. ومن المأساوي أن الحاخام بورستين توفي فجأة عن عمر يناهز 58 عاما، بعد تسعة أشهر من توليه مهامه. 
توفي كوك عام 1935، وخلفه تلميذه الحاخام يعقوب موشيه شارلاب في منصب روش يشيفا.  بعد وفاة شارلاب عام 1951، تولى الحاخام تسفي يهودا كوك، ابن الحاخام أبراهام إسحاق كوك، منصب والده. في عام 1982، بعد وفاة الحاخام تسفي يهودا كوك، تولى الحاخام أبراهام شابيرا المنصب وقاد المؤسسة حتى وفاته في عام 2007. ابنه الحاخام يعقوب شابيرا هو خليفته.
في عقودها الأولى، كان عدد الطلاب في المدرسة الدينية قليلًا، وكان مستقبلها موضع شك. ومع ذلك، في الخمسينيات من القرن الماضي، دخل خريجو مدارس بني عكيفا الدينية والمعاهد الدينية الثانوية الذين يسعون للحصول على التعليم الديني العالي إلى مركاز هاراف. زعيم بني عكيفا الحاخام موشيه تسفي نيريا، تلميذ الحاخام أبراهام إسحاق كوك، شجع الطلاب على الذهاب إلى مركاز هاراف، ثم برئاسة الحاخام تسفي يهودا كوك. 
في عام 1997، عارض الحاخام تسفي ثاو بشدة إدخال إطار أكاديمي - خطط لدمج معهد تعليمي - في "مركاز هاراف". ونتيجة للخلاف، ترك المدرسة الدينية مع ستة محاضرين كبار والعديد من الطلاب وأنشأوا المدرسة الدينية هار حمور. 
في عام 2008، كان عدد الطلاب في المدرسة الدينية حوالي 500 طالب، من بينهم 200 طالب في المدرسة الدينية (قسم الدراسات العليا). 

## العلاقة مع مستوطنات الضفة الغربية
كانت تعاليم تسفي يهودا كوك الأصولية بصفته رئيس المدرسة الدينية عاملاً رئيسياً في تشكيل وأنشطة حركة الاستيطان في الضفة الغربية وغزة التي تحتلها إسرائيل، وذلك بشكل رئيسي من خلال تأثيره على حركة غوش إيمونيم، التي أسسها طلابه.   شرع تلميذه حنان بورات في ترميم المستوطنة اليهودية في غوش عتصيون مباشرة بعد حرب الأيام الستة. 

## رؤساء المدرسة
- أبراهام إسحاق كوك (1924-1935)
- أبراهام أهارون بورستين (1925)
- يعقوب موشيه شارلاب (1935-1951)
- تسفي يهودا كوك (1951-1982)
- شاؤول يسرائيلي (1982-1995)
- أبراهام شابيرا (1982-2007)
- ياكوف شابيرا (2007 إلى الوقت الحاضر)

## مجزرة مركاز هاراف
في ليلة 6 مارس/آذار 2008، دخل مطلق النار من جبل المكبر في القدس الشرقية المدرسة الدينية بمسدس وبدأ في إطلاق النار بشكل عشوائي، مما أسفر عن مقتل ثمانية طلاب وإصابة 15 آخرين. وانتهى الهجوم بوصول يتسحاق دادون، وهو طالب غير متفرغ في المدرسة الدينية، وديفيد شابيرا، وهو ضابط في الجيش الإسرائيلي، الذي أطلق النار على مطلق النار فقتله.

### الضحايا
| اسم                   | عمر | من           | درس في      |
| --------------------- | --- | ------------ | ----------- |
| نيريا كوهين           | 15  | بيت المقدس   | يشلاتز      |
| سيغيف بنيئيل ابيحايل  | 15  | نيف دانيال   | يشلاتز      |
| ابراهيم داود موسى     | 16  | إفرات        | يشلاتز      |
| يهوناتان اسحق إلدار   | 16  | شيلو         | يشلاتز      |
| روي روث               | 18  | الكانا       | مركاز هاراف |
| يوهاي ليبشيتز         | 18  | بيت المقدس   | يشلاتز      |
| يونداف حاييم هيرشفيلد | 18  | كوخاف هشاهار | مركاز هاراف |
| دورون ماهاريتا        | 26  | أشدود        | مركاز هاراف |

## خريجون متميزون
وتضم القائمة عددا من أعضاء الكنيست والحاخامات وقادة المجتمع. 
- روني الشيخ رئيس الشرطة الإسرائيلية
- الحاخام يعقوب أريئيل، الحاخام الأكبر لمدينة رمات غان
- الحاخام شلومو أفنير، رئيس المدرسة الدينية في عطيرت يروشلايم، حاخام بيت إيل [10]
- الحاخام ديفيد بار حاييم [17] [18]
- ميخائيل بن آري، عضو الكنيست
- يوئيل بن نون، أحد مؤسسي يشيفات هار عتصيون
- عزرئيل كارلباخ مؤسس صحيفة معاريف
- الحاخام أوري عاموس شرقي، محاضر ومؤلف
- الحاخام صفنيا دروري، الحاخام الأكبر لكريات شمونة
- الحاخام حاييم دروكمان [6] عضو كنيست سابق، وروش يشفيا في أور عتصيون
- الحاخام شموئيل إلياهو، الحاخام الأكبر لمدينة صفد
- الحاخام مناحيم فرومان، العضو المؤسس لغوش إيمونيم والحاخام السابق لتقوع
- دانييل هيرشكوفيتش (مواليد 1953)، سياسي، عالم رياضيات، حاخام، ورئيس جامعة بار إيلان.
- هليل كوك، عضو الكنيست [19]
- الحاخام دوف ليئور، الحاخام الأكبر السابق لمدينة الخليل وكريات أربع
- موشيه ليفنغر، مؤسس الجالية اليهودية في الخليل بعد عام 1967
- الحاخام إليعيزر ميلاميد، حاخام هار براخا
- الحاخام زلمان باروخ ميلاميد، روش يشيفا في بيت إيل
- الحاخام موشيه تسفي نيريا، مربي، عضو كنيست سابق، روش يشيفا في كفار هرويه
- حنان بورات، تربوية وعضو كنيست
- ديفيد رازيل قائد منظمة الإرغون
- الحاخام حاييم سباتو، روش يشيفا للمدرسة الدينية بركات موشيه والمؤلف
- الحاخام ديفيد شمشون، مربي
- الحاخام يتسحاق شيلات، روش يشيفا في يشيفات بركات موشيه وعالم موسى بن ميمون
- الحاخام تسفي ثاو، المؤسس المشارك ورئيس يشيفات هار هامور
- وميشيل وارشاوسكي (المعروف أيضًا باسم ميكادو)، ناشط ومؤلف يساري؛ أحد مؤسسي مركاز المعلومات البديلة [20]
- الحاخام شاؤول يسرائيلي، حاخام كفار هروحه، روش يشيفا في مركاز هاراف، رئيس معهد أرض حمدة

## روابط خارجية
- الموقع الرسمي باللغة الإنجليزية
- الموقع الرسمي باللغة العبرية